# Borovszky Samu

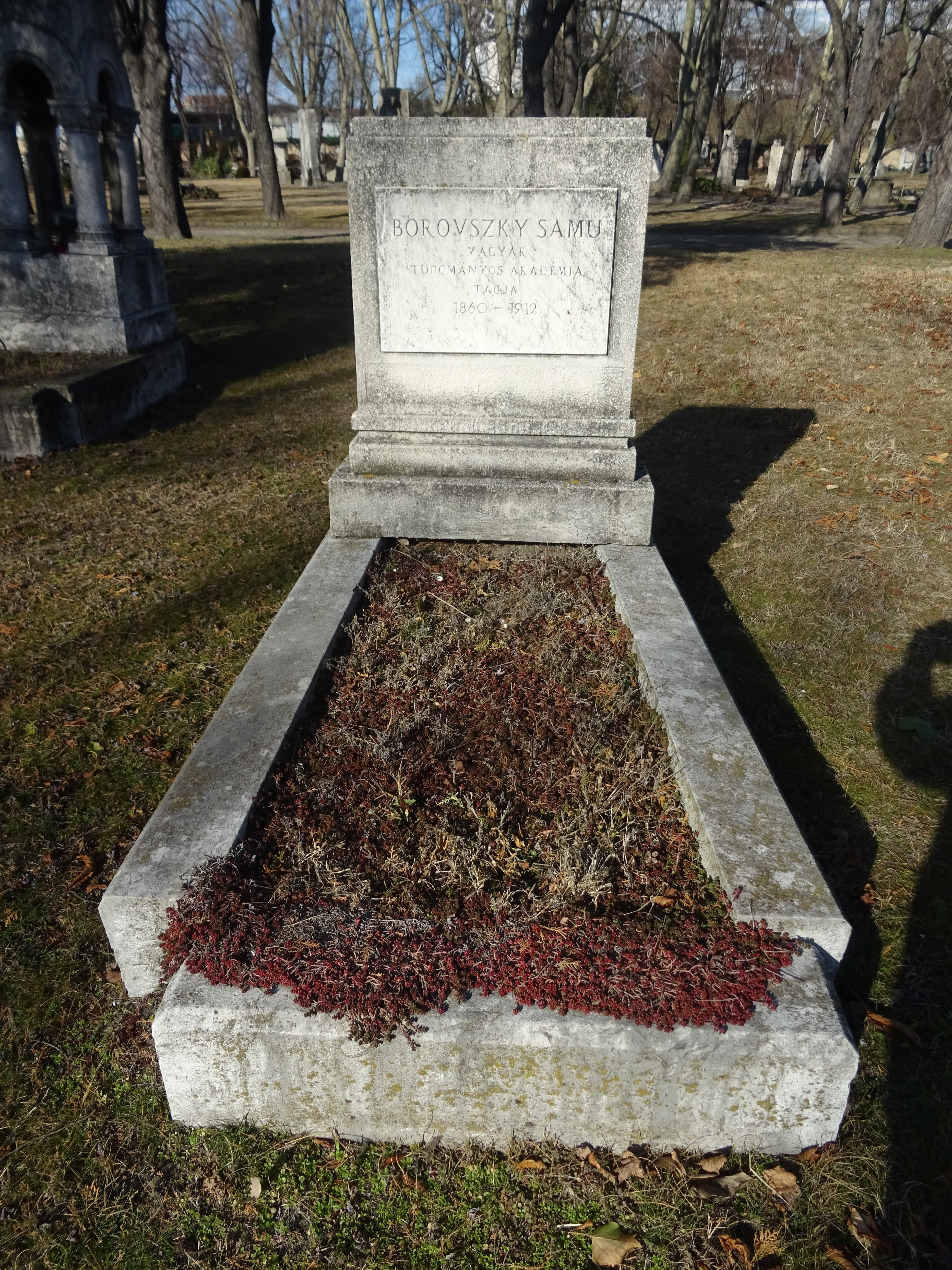
Borovszky Samu sírja Budapesten a Fiumei úti temetőben (18-5-13)

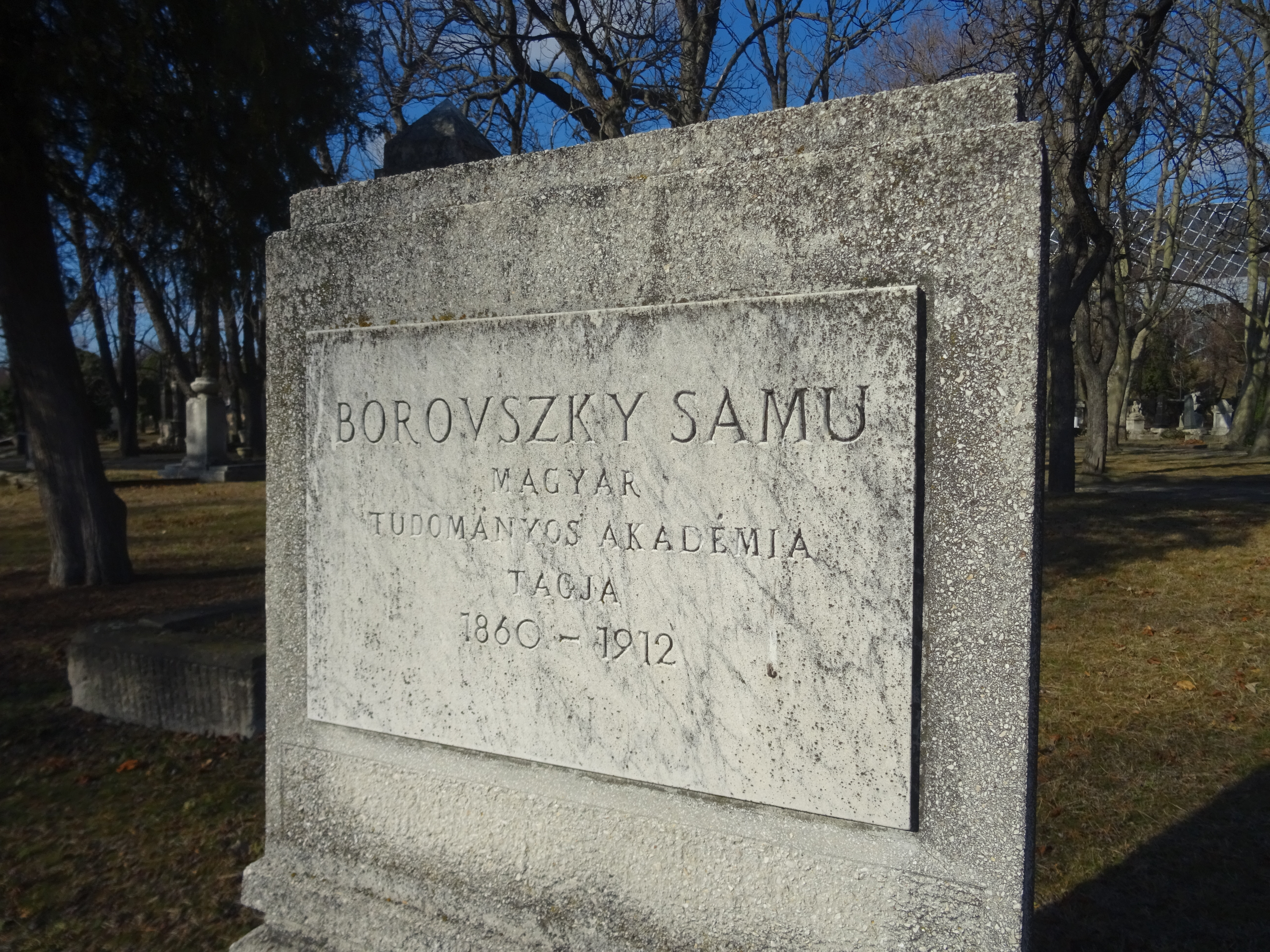
Borovszky Samu sírjának felirata

Adamóci és vittenci Borovszky Samu (Bácsordas, 1860. október 25. – Budapest, 1912. április 24.) történész, helytörténész, 1899-től az MTA levelező tagja, irattárnoka és irodaigazgatója.

## Élete
A német többségű Bácsordason született régi evangélikus nemesi családban. Édesapja, adamóci és vittenci Borovszky Pál (1826–1891) a Duna-szabályozási munkálatok mérnöke volt. A család 1870-ben Nagyszalontára költözött, ő maga ott kezdte gimnáziumi tanulmányait, melyeket 1873-tól Békésen folytatott. 1876-tól Budapesten a református főgimnáziumban tanult. 1879–1883 közt a Budapesti Tudományegyetem hallgatója volt és ösztöndíjban is részesült.
1880-tól Lukács Móricnak, 1882-től pedig Lónyay Menyhértnek, a Magyar Tudományos Akadémia akkori elnökének titkára lett. 1884-ben akadémiai irattárnokká léptették elő. 1889-ben a Történelmi Társulat igazgatói választmányának, 1899-től pedig az Akadémia levelező tagja lett.
Sziklay Jánossal együtt szerkesztette a Magyarország vármegyéi és városai (1896–1914) című sorozat I–IV. kötetét. Ő volt A Nagy Francia Forradalom és Napoleon című, több kötetes mű szerkesztője is. 1909–1912 közt a Magyar Történelmi Társulat titkára és a Századok szerkesztője volt. A népvándorlás korával, a magyar őstörténettel foglalkozott, a finnugor nyelvrokonság kutatója volt.

## Művei
- 1883 A dákok. Ethnographiai tanulmány, Budapest REAL-EOD
- 1884 A longobardok vándorlása, Századok
- 1885 Martyrologium, Egyet. Phil. Közlöny
- 1889 Vita Scti Severini, Egyet. Phil. Közlöny
- 1894 A honfoglalás története, Budapest
- 1896–1897 Csanád vármegye története 1715-ig. Budapest, I-II.
- 1899 A Szirmay család czímeres levele. Turul, 17. (Varjú Elemérrel)
- 1900 A nagylaki uradalom története, Budapest REAL-EOD
- 1901 Egy alajbég telepítései: adatok az Alföld XVII. századi történetéhez, Budapest REAL-EOD
- 1900/1931 A népvándorlás kora. Nagy Képes Világtörténet
- 1903 Az időrendbe szedett váradi tüzesvaspróba-lajstrom (Karácsonyi Jánossal) Online
- 1908 Szendrő vára MEK
- 1909 Borsod vármegye története, Budapest REAL-EOD
- 1911 A Nagy Francia Forradalom és Napoleon. I–V. szerk.

## Magyarország vármegyéi és városai sorozat

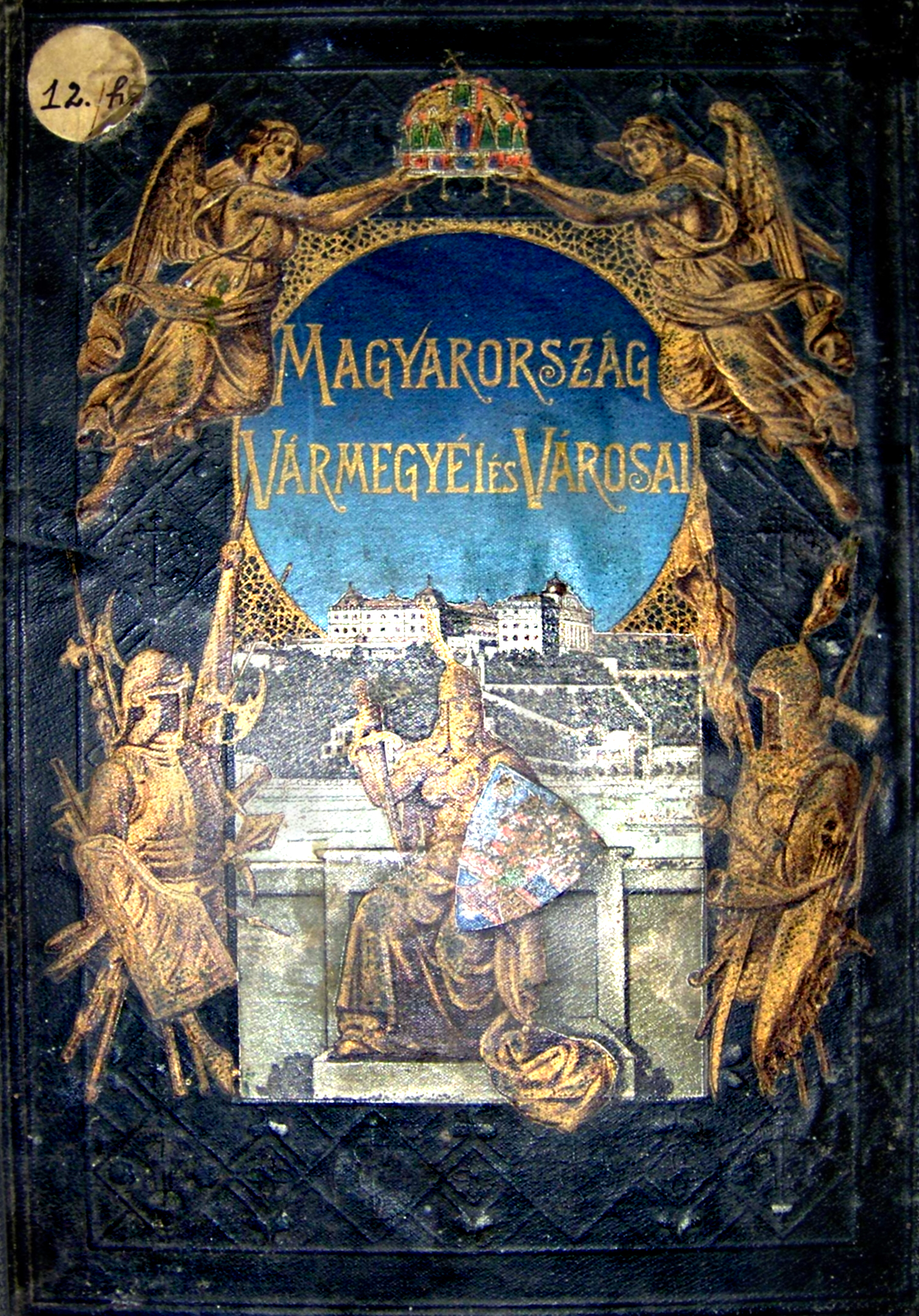
Hont vármegye és Selmecbánya – könyvborító

Közreműködésével készült el a Magyarország vármegyéi és városai monográfia-sorozat 26 részéből 25. Halála miatt nem vett részt a Somogy kötet szerkesztésében. A sorozat a rendszerváltás környékén reprint kiadásban is megjelent. A sorozatot később több bírálat is érte főként üzleti jellegű, sorozatgyártású volta miatt, mégis az idők folyamán megkerülhetetlen alapmunkává vált, mivel a korban hasonló monográfia vállalkozások csak elvétve születtek.
A sorozat kötetei a megjelenésük sorrendjében:
- 1896 Abaúj-Torna vármegye és Kassa
- 1897 Fiume és a magyar-horvát tengerpart
- 1898 Vas vármegye
- 1899 Nyitra vármegye
- 1900 Szabolcs vármegye
- 1901 Bihar vármegye és Nagyvárad
- 1903 Bars vármegye, Gömör és Kishont vármegye
- 1904 Pozsony vármegye és Pozsony
- 1905 Zemplén vármegye és Sátoraljaújhely
- 1906 Hont vármegye és Selmeczbánya sz. kir. város
- 1907 Komárom vármegye és Komárom
- 1908 Esztergom vármegye, Győr vármegye, Szatmár vármegye, Szatmárnémeti
- 1909 Bács-Bodrog vármegye I.–II. kötet
- 1910 Pest-Pilis-Solt-Kiskun vármegye I. kötet
- 1911 Nógrád vármegye, Pest-Pilis-Solt-Kiskun vármegye II. kötet
- 1912 Torontál vármegye
- 1914 Somogy vármegye, Temes vármegye, Temesvár